# US Open 2015 - Quad singolare
Andrew Lapthorne è il detentore del titolo, ma è stato eliminato nel round robin. 
Il vincitore del titolo è Dylan Alcott che ha battuto in finale David Wagner con il punteggio di 6–1, 4–6, 7–5.

## Tabellone

### Legenda
| - Q = Qualificato - WC = Wild card - LL = Lucky loser | - ALT = Alternate - SE = Special Exempt - PR = Protected Ranking | - w/o = Walkover - r = Ritirato - d = Squalificato |

### Finale
|  | Finale       |              |   |   |   |  |
|  |              |              |   |   |   |  |
|  | David Wagner | David Wagner | 1 | 6 | 5 |  |
|  | Dylan Alcott | Dylan Alcott | 6 | 4 | 7 |  |

### Round Robin
|  |                  | D Alcott    | A Lapthorne   | D Wagner    | N Taylor      | RR W–L | Set W–L | Game W–L | Classifica |
|  | Dylan Alcott     |             | 6–3, 6–3      | 6(7)–7, 4–6 | 6–1, 6–2      | 2–1    | 4–2     | 34–22    | 2          |
|  | Andrew Lapthorne | 3–6, 3–6    |               | 1–6, 0–6    | 3–6, 7–5, 7–5 | 1–2    | 2–5     | 24–40    | 3          |
|  | David Wagner     | 7–6(7), 6–4 | 6–1, 6–0      |             | 6–1, 6–0      | 3–0    | 6–0     | 37–12    | 1          |
|  | Nick Taylor      | 1–6, 2–6    | 6–3, 5–7, 5–7 | 1–6, 0–6    |               | 0–3    | 1–6     | 20–41    | 4          |

La classifica viene stilata in base ai seguenti criteri: 1) Numero di vittorie; 2) Numero di partite giocate; 3) Scontri diretti (in caso di due giocatori pari merito ); 4) Percentuale di set vinti o di games vinti (in caso di tre giocatori pari merito ); 5) Decisione della commissione.